# Aspalathus nigra
Aspalathus nigra är en ärtväxtart som beskrevs av Carl von Linné. Aspalathus nigra ingår i släktet Aspalathus och familjen ärtväxter. Inga underarter finns listade i Catalogue of Life.